# Ємьоткіно
Ємьо́ткіно (рос. Емёткино, чув. Вăлпуç) — присілок у складі Козловського району Чувашії, Росія. Адміністративний центр Ємьоткінського сільського поселення.
Населення — 374 особи (2010; 403 у 2002).
Національний склад:
- чуваші — 99 %